# Delation
Delation (von lateinisch delatio: „Anzeige“, „Denunziation“) ist eine rechtshistorische Bezeichnung im Erbrecht für den Anfall einer Erbschaft, insbesondere für die Zeit des römischen Prinzipats. Demnach wurde bei einer Verurteilung eines Angeklagten dessen Erbe unter all jenen, die unter Eid seine Schuld bezeugt hatten, aufgeteilt.
Tacitus bemerkte gerade während der Herrschaft des Tiberius eine Aufweichung der Institution der Delation: „Delatoren und ihre Anzeigen hatte es schon früher gegeben, doch nun wurde die Delation allmählich zu einem beliebten Mittel der Karriereförderung, das gewisse ehrgeizige Aufsteiger skrupellos ausnutzten, um sich die Gunst des Princeps und damit den sozialen Erfolg zu sichern.“
Tacitus belegt dies dabei neben den Anschuldigungen gegen die Ritter Falanius und Rubrius an dem Fall des Marcus Scribonius Libo Drusus im Jahre 16 nach Christus, der seiner Meinung nach von Intriganten zum Eigennutz des Hochverrats gegenüber Kaiser Tiberius angeklagt wurde. Nach dem Suizid des Libo, mit dem er der Schmach der Verurteilung entgehen wollte, teilten die Ankläger (Delatoren) den Besitz des Libo unter sich auf und wurden, sofern sie den Senatorenrang innehatten, sogar mit einer außerordentlichen Prätur belohnt. Lediglich Numerius Vibius Serenus, Hauptwortführer der vier Ankläger, der zum Zeitpunkt der Klageerhebung die Prätur bereits ausführte, ging ohne eine Vergütung aus.
Tacitus griff in der Folge Tiberius an, dass dieser den Missbrauch der Delation und des daraus resultierenden Klimas der Denunziationen nicht genügend einzudämmen versucht habe: „dieses schwere Unheil (…), wie es sich durch Tiberius’ Kniffe eingeschlichen hat, wie es später zurückgedrängt wurde, am Ende aber wieder aufflammte und alles ergriff.“ Tiberius nutzte jedoch die Delation als unerlässliches Mittel zum Erhalt seiner Herrschaft.